# جون راب
جون راب (بالإنجليزية: John Rapp)‏ هو عالم سياسة أمريكي، ولد في 1953.